# 法興王
法興王（？—540年），姓金，名原宗，是新罗第23代君主。

## 生平

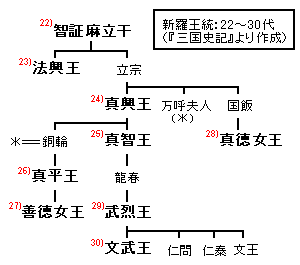
新羅第22至第30代王繼承示意圖

法興王姓金名原宗，是新罗第23代君主，智證王與延帝夫人的长子，妃保道夫人乃炤知麻立干與善兮夫人之女。梁天監十三年即位。《梁書》記載，王姓名募秦。法興王四年（517年）四月开始置兵部。十五年近臣異次頓从高句麗引进佛教，法興王欲建興輪寺，引起朝臣反對，異次頓殉教，死時現異跡，頸中出白血，天地晦暗，眾臣驚詫，於是允許佛教行於國內。此後，新羅人民團結，國力增長。十九年，降服了金官國主金仇亥（金官國即駕洛國，又稱伽倻，後改稱金官；金仇亥即金仇衡），二十三年（536年）始稱年號建元元年。二十七年七月，王薨。真兴王嗣位，時年七歲，由太后攝政。